# Kurt Kühn (Radsportfunktionär)
Kurt Kühn (* 17. Juni 1895; † 19. Oktober 1966) war ein deutscher Radsportfunktionär und von 1950 bis 1955 Präsident des Bundes Deutscher Radfahrer (BDR).
In seiner Jugend war Kurt Kühn ein guter Straßenradrennfahrer. So gewann er 1914 Rund um Braunschweig sowie ein Olympia-Ausscheidungsrennen. Im Ersten Weltkrieg diente er als Soldat und geriet in Kriegsgefangenschaft. Zeitweilig betrieb er neben dem Straßenradrennsport parallel den Hallenradsport. Es gab Tage, an denen er ein Straßenrennen bestritt und am selben Abend zur Siegerehrung selbst als Hallenradsportler mit seiner Mannschaft aktiv war. Nach dem Krieg wandte er sich dem Hallenradsport zu und wurde ein erfolgreicher Reigenfahrer. Viermal wurde er mit der Mannschaft der RV Panther Braunschweig deutscher Meister.
Gleichzeitig engagierte sich Kühn als Funktionär: Er durchlief alle Ebene vom Vereinsvorsitzenden über den Bezirks- bis hin zum Landesverbandsvorsitzenden. 1932 wurde er Mitglied des BDR-Präsidiums als Fachwart für Saalradsport. Dieses Amt behielt er auch nach der „Machtergreifung“ im Jahre 1933 durch die Nationalsozialisten und übte es bis 1945 aus. In dieser Zeit arbeitete Kühn Regelungen und Wertungsschemata für den Saalradsport aus, die später vom Weltradsportverband Union Cycliste Internationale unverändert übernommen wurden.
1950 wurde Kurt Kühn zum Bundesvorsitzenden des BDR gewählt. In seine Amtszeit fielen die Wiederaufnahme des deutschen Verbandes in die UCI nach dem Zweiten Weltkrieg sowie die Ausrichtung der UCI-Weltmeisterschaften 1954 auf der Straße, der Bahn sowie in der Halle in Deutschland. 1955 trat er von seinem Amt als gesundheitlichen und zeitlichen Gründen zurück, kehrte aber vier Jahre später als Schatzmeister in das Präsidium zurück, 1965 wurde er zum Vize-Präsidenten des BDR gewählt. Er war Ehrenmitglied der UCI-Kommission für Hallenradsport. 1965 wurde er zum BDR-Ehrenmitglied ernannte und mit der neugeschaffenen Goldenen Ehrennadel mit Brillanten ausgezeichnet.